# Elecciones generales de Suecia de 2014
Las elecciones al Riksdag de 2014 se celebraron el 14 de septiembre.
Se llevaron a cabo con normalidad y dieron la mayoría al bloque de izquierdas-verdes, provocando la caída de la La Alianza de Centro-Derecha y la consolidación de Demócratas de Suecia como tercera fuerza política del país nórdico.
Como consecuencia de los resultados, Frederik Reinfeldt anunció su dimisión como primer ministro y su salida en primavera del próximo año del liderazgo del Partido Moderado.

## Resultados
Los primeros resultados se ofrecieron inmediatamente después de cerrados los colegios electorales mediante una encuesta Boca de urna por la televisora pública STV. Durante la noche electoral, se ofrecían los datos oficiales, confirmando la victoria del bloque de izquierdas.
| Partido político                                                                                  | Votos     | %     | Asientos | +/– |
| ------------------------------------------------------------------------------------------------- | --------- | ----- | -------- | --- |
| Partido Socialdemócrata                                                                           | 1,932,711 | 31.01 | 113      | +1  |
| Partido Moderado                                                                                  | 1,453,517 | 23.33 | 84       | –23 |
| Demócratas de Suecia                                                                              | 801,178   | 12.86 | 49       | +29 |
| Partido Verde                                                                                     | 429,275   | 6.89  | 24       | –1  |
| Partido del Centro                                                                                | 380,937   | 6.11  | 22       | –1  |
| Partido de la Izquierda                                                                           | 356,331   | 5.72  | 21       | +2  |
| Partido Popular Liberal                                                                           | 337,773   | 5.42  | 19       | –5  |
| Demócratas Cristianos                                                                             | 284,806   | 4.57  | 17       | –2  |
| Iniciativa Feminista                                                                              | 194,719   | 3.1   | 0        | 0   |
| Otros Partidos                                                                                    | 57,152    | 0.9   | 0        |     |
| Votos Nulos y En Blanco                                                                           | 68,875    | –     | –        | –   |
| Total                                                                                             | 6,108,392 | 100   | 349      | 0   |
| Votantes registrados/Participación                                                                | 7,328,778 | 83.3  | –        | –   |
| Fuente: Val.se (5,836 de 5,837 distritos reportados a las 03:20 UTC del 19 de septiembre de 2014) |           |       |          |     |

## Nuevo parlamento
A pesar de que el bloque de izquierdas fue la coalición política más votada, no alcanzó la mayoría absoluta necesaria para formar gobierno, fijada en 175 escaños. Por lo que se verían forzados a pactar con otros partidos al recibir el encargo, o de lo contrario se celebrarían nuevas elecciones.